# ミレーナ・ラシッチ
ミレナ・ラシッチ（セルビア語: Милена Рашић、1990年10月25日 - ）は、セルビアの元女子バレーボール選手。プリシュティナ（当時はユーゴスラビア社会主義連邦共和国）出身。元セルビア代表。

## 来歴

### クラブチーム
2007年にディナモ・パンチェボへ入団し、プロバレーボール選手としてのキャリアをスタートさせる。2010年にフランスリーグの強豪・RCカンヌに所属し、2011/12シーズンには、欧州チャンピオンズリーグで並みいる強豪を破り準優勝に輝いた。2014/15シーズンはトルコリーグの強豪ワクフバンクSKに移籍した。2017年と2018年の欧州チャンピオンズリーグでは2連覇を果たし、ベストミドルブロッカー賞を受賞した。

### 代表チーム
2009年にセルビア代表に初選出され、2010年の世界選手権に出場した。長身から早く高いクイックが得意でそのポテンシャルの高さを見せつけ、センターの層の厚いセルビア代表からその後もスタメンとして定着。
ブロックにも優れ、常に国際大会のブロック数ランキングで上位に名を残す。
2011年のワールドグランプリ では3位となり、自身もベストスパイカー賞を受賞。同年の欧州選手権では初の自国開催で金メダルを獲得し、翌年にはロンドンオリンピックに初出場した。
2013年のFIVBワールドグランプリでは2大会ぶりの表彰台となる銅メダルを獲得した。2014年の世界選手権では7位となった。2015年のワールドカップ、2016年のリオ五輪ではそれぞれ銀メダルを獲得した。
2017年は代表チームで主将を務め、欧州選手権で金メダルを獲得した。2018年の世界選手権で金メダルを獲得した。2021年開催の東京2020オリンピックでは銅メダルを獲得。同年9月の欧州選手権を最後に代表から引退することを表明した。

## 球歴
- オリンピック - 2012年、2016年、2021年
- 世界選手権 - 2010年、2014年、2018年
- ワールドカップ - 2011年、2015年
- ワールドグランプリ - 2011年、2013年、2014年、2016年、2017年
- 欧州選手権 - 2009年、2011年、2013年、2015年、2017年
- ユニバーシアード - 2009年

## 受賞歴
- 2011年 ワールドグランプリ ベストスパイカー賞
- 2013年 ワールドグランプリ ベストミドルブロッカー賞
- 2014年 2013/14 フランスバレーボールリーグ　ベストミドルブロッカー賞
- 2015年 2014-15欧州チャンピオンズリーグ ベストミドルブロッカー賞
- 2016年 リオデジャネイロオリンピック ベストミドルブロッカー賞
- 2016年 FIVB世界クラブ選手権 ベストミドルブロッカー賞
- 2017年 2016-17欧州チャンピオンズリーグ ベストミドルブロッカー賞
- 2017年 ワールドグランプリ ベストミドルブロッカー賞
- 2018年 2017-18欧州チャンピオンズリーグ ベストミドルブロッカー賞
- 2018年 世界選手権 ベストミドルブロッカー賞
- 2018年 FIVB世界クラブ選手権 ベストミドルブロッカー賞

## 所属クラブ
- ディナモ・パンチェボ（2007-2010年）
- RCカンヌ（2010-2014年）
- ワクフバンクSK（2014-2021年）